# نیکولاس سکورش
نیکولاس سکورش (انگلیسی: Nicholas Schorsch؛ زادهٔ ۲ مارس ۱۹۶۱) کارآفرین و سرمایه‌دار اهل ایالات متحده آمریکا است، که در سال ۲۰۱۰ شرکت وریت را تأسیس کرد.